# 無双流
無双流とは、柔術の流派の一つ。
讃岐で伝承されていた。

## 歴史
流祖は金森山城守と長尾大隅守であるとしている。
長尾大隅守の柔術と金森山城守の棒術を合わせて無双流と称した。
慶長二年酉三月（1592年）に長尾大隅守の数代後の直系の岡田某が無双流を世に発表したと伝えられる。当時は無双柔術と称していた。
平成初期まで伝承者がいたが現在の伝承状況は不明である。

## 系譜
- 流祖　　金森山城守義盛
- 流祖　　長尾大隅守元高（長尾城主）
- 二代　　吉田栄門
- 三代　　青山馬之助
- 四代　　木村左兵尉
- 五代　　村山清雲
- 六代　　斉藤無人斎
- 七代　　内海長右衛門
- 八代　　氏部甚十郎（中興の祖）
- 九代　　美馬左近（今左近）
- 十代　　久保竜之進
- 十一代　吉原甚助
- 十二代　塚田美代之進
- 十三代　末沢吉次
- 十四代　岡田甚兵衛義盛
- 十五代　野坂常蔵
- 十六代　高橋安太郎
- 十七代　野田源八
- 十八代　乃田繁男